# Quand Billie a rencontré Lisa
Pour plus de détails, voir Fiche technique et Distribution.
Quand Billie a rencontré Lisa (When Billie Met Lisa en version originale) est un court métrage d'animation américain mettant en vedette Lisa Simpson de la série télévisée d'animation Les Simpson et Billie Eilish dans son propre rôle.

## Distribution
- Yeardley Smith : Lisa Simpson
- Billie Eilish : elle-même
- Finneas O'Connell : lui-même
- Nancy Cartwright : Bart Simpson et Maggie Simpson
- Chris Edgerly et Sunkrish Bala : les membres du groupe de musique